# Melnea
Melnea là một chi bướm đêm thuộc họ Cosmopterigidae.